# Список різдвяних і новорічних спецвипусків «Доктор Хто»
«Доктор Хто» — британський телесеріал від BBC, найдовший науково-фантастичний серіал в історії. Сюжет зосереджується навколо пригод таємничого мандрівника у часі на ім'я Доктор і його супутників. Серіал поділяється на класичний (транслювався 1963—1989) і поновлений (2005-сьогодення). Поряд з регулярними епізодами сезонів щороку на Різдво (25 грудня) виходили традиційні різдвяні спецвипуски, від «Різдвяного вторгнення» (2005) і до «Двічі в часі» (2017). Починаючи з тринадцятого втілення Доктора їм на заміну прийшли новорічні спецвипуски, як-от «Рішення» (2019), «Spyfall. Частина 1» (2020) та «Революція далеків» (2021).
Різдвяні і новорічні спецвипуски не входять до складу сезонів (окрім «Spyfall. Частина 1»), але все ще нумеруються і є невід'ємною частиною сюжету. Фінальна історія Десятого Доктора, Кінець часу, була розділена на дві серії, перша з яких вийшла на Різдво, а друга на Новий рік.

## Короткий огляд
| Доктор | Доктор             | Кількість спецвипусків | Час виходу |
| ------ | ------------------ | ---------------------- | ---------- |
|        | Десятий Доктор     | 6                      | 2005—2010  |
|        | Одинадцятий Доктор | 4                      | 2010—2013  |
|        | Дванадцятий Доктор | 4                      | 2014—2017  |
|        | Тринадцятий Доктор | 3                      | 2019—2021  |

## Класичний серіал
Під час оригінальної трансляції серіалу (1963—1989) святкові спецвипуски не були частими явищами. Протягом третього сезону дванадцятисерійна серія План Повелителя далеків виходила щотижня протягом різдвяних свят 1965-66 років. Сьомий та восьмий епізоди були заплановані на Різдво та Новий рік відповідно. Перший, «Бенкет Стівена», був написаний як комічна інтермедія у стилі пантоміми посеред епічної пригоди. У фінальній сцені, коли Доктор та його супутники святкують Різдво з тостами, Перший Доктор (у виконанні Вільяма Гартнелла) обертається до камери і розбиває четверту стіну, кажучи «І до речі, щасливого Різдва всім вам удома!». Наступний епізод «Вулкан» повертається до основної оповіді Плану Повелителя далеків, хоча його закінчення коротко відображає тодішню новорічну ніч.
Більше жодна серія класичного серіалу не виходила на Різдво. Перші частини Дня далеків і Обличчя зла транслювались на Новий рік, але в них не згадується про це свято.

## Поновлений серіал

### Десятий Доктор
| Номер взагалі | Назва                                                  | Режисер       | Сценарист       | Перший ефір    | Глядачі у Великій Британії (у мільйонах) |
| ------------- | ------------------------------------------------------ | ------------- | --------------- | -------------- | ---------------------------------------- |
| 167           | «Різдвяне вторгнення» «The Christmas Invasion»         | Джеймс Хоуз   | Рассел Ті Девіс | 25 грудня 2005 | 9,84                                     |
| 178           | «Наречена-утікачка» «The Runaway Bride»                | Еврос Лін     | Рассел Ті Девіс | 25 грудня 2006 | 9,35                                     |
| 188           | «Мандрівка проклятих» «Voyage of the Damned»           | Джеймс Стронґ | Рассел Ті Девіс | 25 грудня 2007 | 13,31                                    |
| 199           | «Наступний Доктор» «The Next Doctor»                   | Енді Ґоддард  | Рассел Ті Девіс | 25 грудня 2008 | 13,10                                    |
| 202a          | «Кінець часу — Частина 1» «The End of Time — Part One» | Еврос Лін     | Рассел Ті Девіс | 25 грудня 2009 | 12,04                                    |
| 202b          | «Кінець часу — Частина 2» «The End of Time — Part Two» | Еврос Лін     | Рассел Ті Девіс | 1 січня 2010   | 12,27                                    |

### Одинадцятий Доктор
| Номер взагалі | Назва                                                            | Режисер          | Сценарист     | Перший ефір    | Глядачі у Великій Британії (у мільйонах) |
| ------------- | ---------------------------------------------------------------- | ---------------- | ------------- | -------------- | ---------------------------------------- |
| 213           | «Різдвяна пісня» «A Christmas Carol»                             | Тобі Гейнс       | Стівен Моффат | 25 грудня 2010 | 12,11                                    |
| 225           | «Доктор, вдова та шафа» «The Doctor, the Widow and the Wardrobe» | Фаррен Блекбьорн | Стівен Моффат | 25 грудня 2011 | 10,77                                    |
| 231           | «Сніговик» «The Snowmen»                                         | Соул Мецштайн    | Стівен Моффат | 25 грудня 2012 | 9,87                                     |
| 241           | «Час Доктора» «The Time of the Doctor»                           | Джеймі Пейн      | Стівен Моффат | 25 грудня 2013 | 11,14                                    |

### Дванадцятий Доктор
| Номер взагалі | Назва                                                         | Режисер           | Сценарист     | Перший ефір    | Глядачі у Великій Британії (у мільйонах) |
| ------------- | ------------------------------------------------------------- | ----------------- | ------------- | -------------- | ---------------------------------------- |
| 253           | «Останнє Різдво» «Last Christmas»                             | Пол Вілмшерст     | Стівен Моффат | 25 грудня 2014 | 8,28                                     |
| 263           | «Чоловіки Рівер Сонг» «The Husbands of River Song»            | Дуглас Макіннон   | Стівен Моффат | 25 грудня 2015 | 7,69                                     |
| 264           | «Повернення Доктора Містеріо» «The Return of Doctor Mysterio» | Едвард Базалджетт | Стівен Моффат | 25 грудня 2016 | 7,83                                     |
| 276           | «Двічі в часі» «Twice Upon a Time»                            | Рейчел Талалай    | Стівен Моффат | 25 грудня 2017 | 7,92                                     |

### Тринадцятий Доктор
| Номер взагалі | Назва                                          | Режисер             | Сценарист    | Перший ефір  | Глядачі у Великій Британії (у мільйонах) |
| ------------- | ---------------------------------------------- | ------------------- | ------------ | ------------ | ---------------------------------------- |
| 287           | «Рішення» «Resolution»                         | Вейн Їп             | Кріс Чібнолл | 1 січня 2019 | 7,13                                     |
| 288a          | «Spyfall. Частина 1» «Spyfall, Part I»         | Джеймі Магнус Стоун | Кріс Чібнолл | 1 січня 2020 | 6,89                                     |
| 296           | «Революція далеків» «Revolution of the Daleks» | Лі Хейвен Джонс     | Кріс Чібнолл | 1 січня 2021 | 4,69                                     |

## Реліз

Обкладинка DVD-видання Doctor Who — The 10 Christmas Specials

Різдвяні спецвипуски виходили на Різдво за григоріанським і новоюліанським календарями, тобто 25 грудня, новорічні ж транслювалися 1 січня.
Різдвяні спецвипуски 2005—2014 років, тобто від «Різдвяного вторгнення» до «Останнього Різдва», були зібрані у комплект DVD- й Blu-Ray-дисків під назвою «Doctor Who – The 10 Christmas Specials», випущений 19 жовтня 2015 року.